# Наш дом — Россия (фракция)
Фракция «Наш дом — Россия» в Государственной думе России 2-го созыва. Избирательный блок создан в середине 1995 года.
В состав инициативной группы вошли представители групп «Стабильность» и «Россия». Планировалось создать 2 избирательных блока. Один левоцентристский — блок Рыбкина, второй правоцентристский — блок Черномырдина, или «Наш дом — Россия». На выборах 1995 года блок «НДР» набрал около 10 % голосов и прошел в Государственную думу. Некоторые депутаты НДР в 1-й Думе входили в состав АПР, ПРЕС, ДПР, ВР. В течение первых 2 лет «НДР» поддерживал правительство всегда.
Политическая ориентация фракции — умеренный патриотизм, экономический консерватизм, лоббизм, центризм. На выборах 1999 года «НДР» получил 1,19 % голосов избирателей и не смог получить места в Госдуме по партийным спискам. По одномандатным округам избрано 7 депутатов от избирательного объединения «НДР». Некоторые депутаты баллотировались по спискам КПРФ, «Единства» и «ОВР».

## Руководство
- Председатели: Сергей Беляев (12 января 1996 — 30 августа 1997); Александр Шохин (30 августа 1997 — 19 января 1999); Владимир Рыжков (с 19 января 1999)[1].
- Заместители председателя: Георгий Боос; Борис Кузнецов; Инсаф Сайфуллин; Юрий Тен.
- Совет фракции: А. П. Андреев, Г. В. Боос, С. С. Босхолов, П. Г. Бунич, А. Л. Головков, О. П. Гонжаров, В. В. Гребенников, В. Ю. Зорин, Б. Ю. Кузнецов, Л. В. Побединская, А. А. Поляков, Р. С. Попкович, В. А. Рыжков, И. Ш. Сайфуллин, Ю. М. Тен, В. В. Тихомиров, А. А. Тягунов, А. Н. Шохин.
- Руководитель аппарата фракции: Владимир Иванов.
- Пресс-секретарь: Алексей Моргун.

## Состав фракции
- Александров Алексей Иванович (Санкт-Петербург) — НДР
- Алтухов Владимир Николаевич (Республика Татарстан) — выдвинут избирателями
- Алтынбаев Жакслык Куантаевич (Челябинская область) — НДР
- Алфёров Жорес Иванович (список) — НДР
- Альмяшкин Василий Петрович (Республика Татарстан) — НДР
- Андреев Алексей Петрович (Краснодарский край) — НДР
- Аринин Александр Николаевич (Республика Башкортостан) — выдвинут избирателями
- Аскерханов Гамид Рашидович (Республика Дагестан) — НДР
- Багаутдинов Габдулвахид Гильмутдинович (Республика Татарстан) — НДР
- Башмачников Владимир Федорович (список) — НДР
- Боос Георгий Валентинович (Москва) — выдвинут избирателями
- Босхолов Сергей Семёнович — выдвинут (Усть-Ордынский Бурятский автономный округ) — НДР
- Брынцалов Владимир Алексеевич (Московская область) — выдвинут Блоком Ивана Рыбкина
- Бугера Михаил Евгеньевич (Республика Башкортостан) — НДР
- Бунич Павел Григорьевич (Москва) — выдвинут избирателями
- Весёлкин Павел Михайлович (Нижегородская область) — выдвинут НДР
- Волков Геннадий Константинович (Владимирская область) — НДР
- Волчек Галина Борисовна (список) — НДР
- Галазий Григорий Иванович (Иркутская область) — НДР
- Гаюльский Виктор Иванович (Эвенкийский автономный округ) — выдвинут избирателями
- Головков Алексей Леонардович (Москва) — выдвинут избирателями
- Гонжаров Олег Павлович (Новосибирская область) — НДР
- Горюнов Владимир Дмитриевич (Волгоградская область) — НДР
- Горюнов Евгений Владимирович (Ярославская область) — НДР
- Гребенников Валерий Васильевич (Москва) — НДР
- Зорин Владимир Юрьевич (Чеченская Республика) — НДР
- Зяблицев Евгений Геннадьевич (Свердловская область) — выдвинут избирателями
- Каримова Дания Юсуфовна (список) — НДР
- Кувшинов Александр Иванович (Оренбургская область) — НДР
- Кузнецов Борис Юрьевич (Пермская область) — НДР
- Кузнецов Вячеслав Юрьевич (Тульская область) — НДР
- Линник Виталий Викторович (Ростовская область) — НДР
- Лунтовский Георгий Иванович (Воронежская область) — НДР
- Мартынов Александр Гаврилович (список) — НДР
- Митин Сергей Герасимович (Нижегородская область) — НДР
- Морозов Анатолий Тимофеевич (Самарская область) — выдвинут НДР
- Нарусова Людмила Борисовна (Санкт-Петербург) — НДР
- Овченков Вячеслав Иванович (Вологодская область) — НДР
- Ойнвид Григорий Михайлович (Корякский автономный округ) — выдвинут избирателями
- Парадиз Александр Лазаревич (Саратовская область) — НДР
- Петренко Сергей Васильевич (Ставропольский край) — НДР
- Пискун Николай Леонидович (Таймырский автономный округ) — выдвинут избирателями
- Побединская Людмила Васильевна (Мурманская область) — выдвинут НДР
- Поляков Андрей Александрович (Московская область) — НДР
- Попкович Роман Семенович (Московская область) — НДР
- Рохлин Лев Яковлевич (список) — НДР
- Рыжков Владимир Александрович (список) — НДР
- Сайфуллин Инсаф Шарифуллович (Республика Татарстан) — НДР
- Салчак Галина Алексеевна (Республика Тыва) — выдвинут НДР
- Селиванов Андрей Владимирович (Свердловская область) — выдвинут движением «Вперёд, Россия!»
- Сеславинский Михаил Вадимович (Нижегородская область) — выдвинут НДР
- Сироткин Владимир Дмитриевич (Республика Мордовия) — НДР
- Скворцов Вячеслав Николаевич (Ленинградская область) — НДР
- Сохов Владимир Казбулатович (Кабардино-Балкарская Республика) — выдвинут НДР
- Сулейменов Ибрагим Абдурахманович (Чеченская Республика) — выдвинут избирателями
- Тарачёв Владимир Александрович (Самарская область) — выдвинут НДР
- Тен Юрий Михайлович (Иркутская область) — выдвинут НДР
- Тихомиров Валерий Викторович (Омская область) — НДР
- Травкин Николай Ильич (список) — НДР
- Тягунов Александр Александрович (Тверская область) — НДР
- Ульбашев Мухарбий Магомедович (Кабардино-Балкарская Республика) — НДР
- Хачилаев Надиршах Мугадович (Республика Дагестан) — выдвинут избирателями
- Чеховская Наталья Михайловна (Красноярский край) — НДР
- Шарапов Владимир Фёдорович (Самарская область) — НДР
- Шохин Александр Николаевич (Москва) — НДР
- Язев Валерий Афонасьевич (Свердловская область) — НДР